# Dvora Kedar
Devora Halter Keidar (8 de junio de 1924–17 de mayo de 2023) fue una actriz israelí.

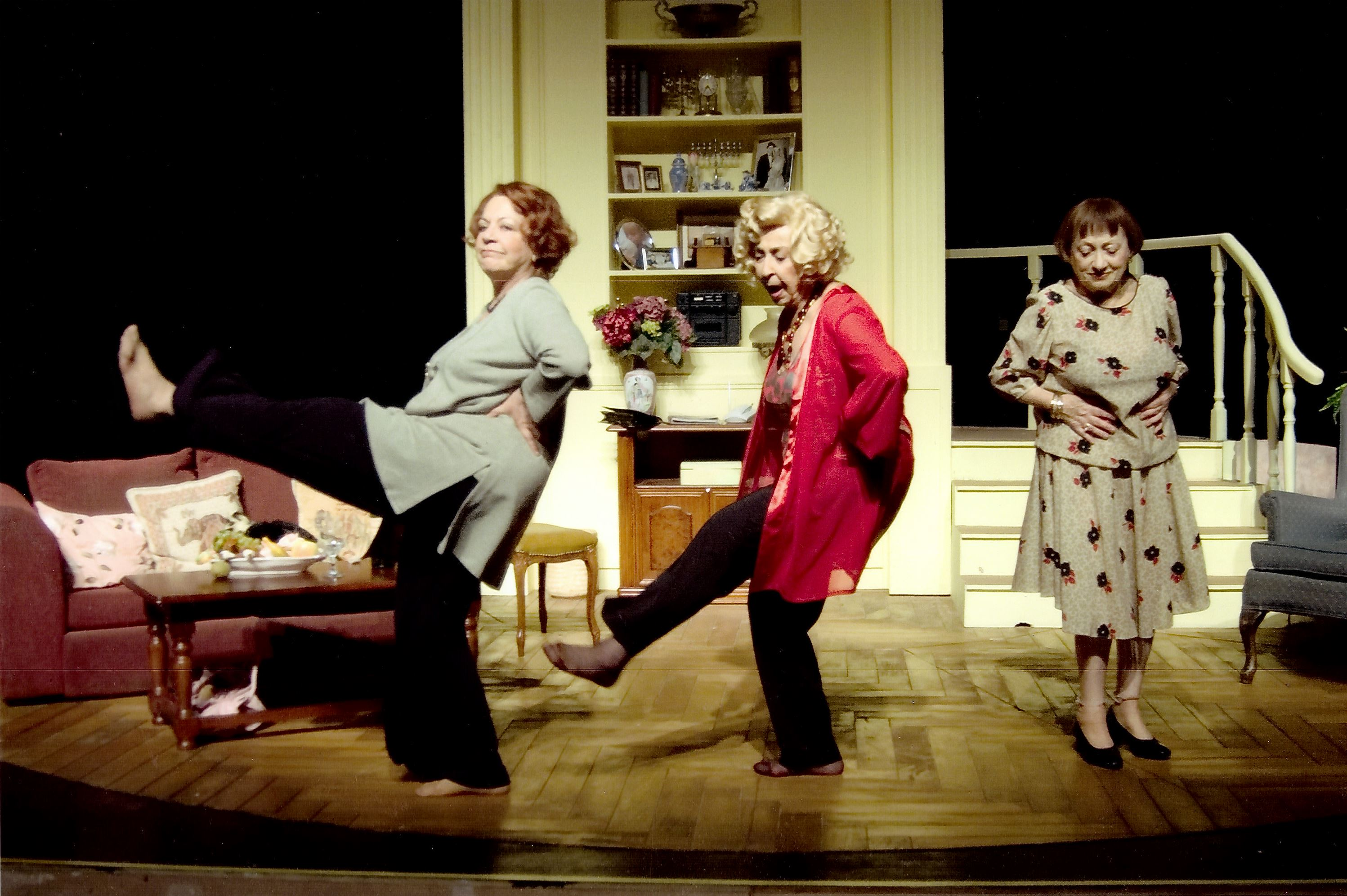
Dvora Kedar en The Cemetery Club

## Biografía
Dvora Kedar nació en Polonia (actual Vilna, Lituania) y emigró a Israel en 1925. Comenzó su carrera como actriz en Habima, el Teatro Nacional de Israel. En 1964 apareció en su primera película, Ulai terdu sham. En 1977 protagonizó Mivtza Yonatan y en 1979 actuó en Lemon Popsicle como la madre de Benji. Nikmato Shel Itzik Finkelstein fue su última película, aunque siguió actuando en producciones teatrales israelíes. Desde 1997 participó en una obra en el Teatro Beit Lisin con gran suceso durante setecientas representaciones en tres años.
En 2020 donó a la Biblioteca Nacional de Israel su archivo privado, que contenía obras de teatro, fotos y cartas,
Tuvo dos hijos y cuatro nietos.
Falleció el 17 de mayo de 2023 a los noventa y ocho años.

## Premios y reconocimientos
En 1993 y 2015 ganó el Premio Ophir a Mejor Actriz en un Papel Secundario. Además por su trayectoria le fue entregado el Premio de Teatro Israel.

## Filmografía
- One Hundred and One Dalmatians (1961) - Niñera (versión israelí)
- Dreamboat (1963) - Madre
- The Prodigal Son (1968)
- The Dreamer (1970) - Madre
- A Gift from Heaven (1973)
- Operation Thunderbolt (1977) - Freda-Ben David
- Lemon Popsicle (1978) - Sonja[2]
- Going Steady (1979) - Sonja
- Hot Bubblegum (1981) - Sonja, madre de Benjy
- Private Popsicle (1982) - Sonja
- Baby Love (1983) - Sonja
- Up Your Anchor (1985) - Sonja
- Summertime Blues (1988) - madre de Benjy
- The Revenge of Itzik Finkelstein (1993) - Madre
- Itche (TV Series 1994)
- Ha-Seret Shelanu (2005) - Benzi Mother
- Zaguri (TV Series 2014–2015) - Masuda
- Fire Birds (2015) - Mrs. Halperin[4]